# اشرف لطفی
اشرف لطفی (انگلیسی: Ashraf Luthfy؛ زادهٔ ۱۶ ژوئن ۱۹۷۳) بازیکن فوتبال اهل مالدیو بود.
وی همچنین در تیم‌های ملی فوتبال زیر ۲۳ سال مالدیو و مالدیو بازی کرده است.